# .25-06 Remington

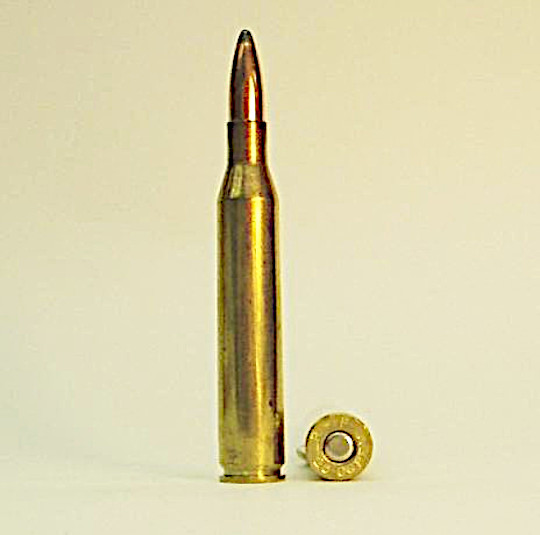
Um cartucho .25-06 Remington.

O .25-06 Remington, foi um cartucho wildcat durante mais de meio século antes de ser padronizado pela Remington em 1969. 
O .25-06 Remington é baseado no cartucho de fogo central .30-06 Springfield com o "pescoço" diminuído ("boca" do estojo mais estreita) para acomodar uma bala de diâmetro nomial de .257 polegadas (6,5 mm), sem nenhuma outra alteração. 
Os pesos dos projéteis utilizados pelo .25-06 Remington variam de 75 a 120 grãos (4,9 a 7,8 g).

## Histórico
Charles Newton diminuiu o cartucho .30-06 Springfield em 1912 para aceitar a bala de ,258 polegadas (6,55 milímetros) .258 in (6.6 mm) e 117 grãos (7,58 gramas) 117 grãos até então usada no .25-35 Winchester. A modificação inicial de Newton encorajou o lançamento comercial de um estojo encurtado (de 63 para 49 mm) como o .250-3000 Savage em 1915. O Frankford Arsenal desenvolveu um .25-06 experimental durante a Primeira Guerra Mundial; e a distribuição de equipamento militar excedente dos Estados Unidos por meio do "Civilian Marksmanship Program", que após a guerra encorajou armeiros independentes a fazer experiências com o cartucho.
A. O. Niedner de Dowagiac, Michigan introduziu rifles para o ".25 Niedner" em 1920. A Niedner Arms Corporation manteve os canos estriados com uma torção em 12 polegadas (300 mm), para o cartucho .30-06 no calibre .25 com "ombro" a 17° 30′. Cartuchos semelhantes foram identificados como ".25 Hi-Power", ".25 Whelen" (análogo ao ".35 Whelen") ou ".25-100-3000" (para indicar a capacidade de atingir 3000 pés por segundo com uma bala de 100 grãos em vez da de 87 grãos usada no ".250-3000 Savage").[carece de fontes?]
A maior capacidade do cartucho ofereceu melhoria mínima de velocidade em relação ao ".250-3000 Savage" com pólvoras sem fumaça contemporâneas. A disponibilidade de pólvoras do tipo "Improved Military Rifle" (IMR) da DuPont encorajou o lançamento comercial do .257 Roberts usando o estojo Mauser de 57 mm em 1934. O lançamento da IMR 4350 em 1940 e a disponibilidade da IMR 4831 excedente recuperado dos cartuchos de canhão Oerlikon 20 mm após a Segunda Guerra Mundial melhorou muito o desempenho do .25-06 "full size".